# Энглейтнер, Леопольд
Леопольд Энглейтнер (нем. Leopold Engleitner; 23 июля 1905 — 21 апреля 2013) — один из свидетелей Иеговы. Узник концентрационных лагерей Бухенвальд, Нидерхаген и Равенсбрюк, преследовавшийся нацистскими властями за позицию христианского нейтралитета, доживший до более чем 100-летнего возраста.

## Биография
Биография Энглейтнера подробно описывается в книге Бернарда Раммерсторфера «Несломленная воля» и одноимённом фильме (англ. «Unbroken will»), снятом студией «Kapfer Filmproduction» (2006).
Родившийся в городке Штробль-ам-Вольфгангзе (Австрия), Энглейтнер вырос в австрийском имперском городе Бад-Ишле. Упорно занимаясь исследованием Библии в начале 1930-х, он в 1932 году принял крещение как свидетель Иеговы. Начиная с 1934 года и особенно в период Второй мировой войны он лицом к лицу столкнулся с религиозной нетерпимостью и преследованиями за свои убеждения со стороны властей австрийско-фашистского режима Дольфуса, а после немецкой оккупации Австрии — со стороны властей нацистской Германии.
Леопольд Энглейтнер скончался 21 апреля 2013 года на 108-м году жизни.

## Тюремные заключения и пребывание в концлагерях (1934—1943)
- 48 часов заключения в Бад-Ишльской тюрьме (весна 1934 года);
- 48 часов заключения в Бад-Ишльской тюрьме (зима 1934—1935 годов);
- заключение в Сент-Гильдене и Зальцбурге (5 января — 30 марта 1936 года);
- пребывание в тюрьме Бад-Аусзее (19 сентября — 14 октября 1937 года).

После гитлеровской оккупации Австрии в 1938 году религиозные убеждения Леопольда Энглейтнера и его позиция в отношении службы в армии послужили причиной конфликта с нацистскими властями. В первые месяцы Второй мировой войны его отправили в концлагерь. В Бухенвальде, Равенсбрюке и Нидерхагене он пробыл 4 страшных года (1939—1943). Когда его отпустили, он весил 28 килограммов. На этом испытания Энглейтнера не закончились. Он был обязан до конца жизни работать на ферме. За недели до капитуляции Германии его призвали в ряды немецкой армии, но он сумел бежать и скрывался в горах. К нормальной жизни он смог вернуться лишь через несколько лет.